# Cantharis nigra
Cantharis nigra is een keversoort uit de familie soldaatjes (Cantharidae).

## Uiterlijke kenmerken
Cantharis nigra is 5,5 tot 7,5 millimeter lang, waarbij het mannetje doorgaans iets kleiner is dan het vrouwtje. De kop is zwart met een gele vlek tussen de ogen en de monddelen. De antennes zijn bijna helemaal zwart; de eerste segmenten zijn oranje.
Het halsschild (pronotum) is zwart bij het mannetje en rood of zwart bij het vrouwtje. Het scutellum (schildje) is zwart, rood of rood met een zwarte punt. De dekschilden (elytra) zijn zwart en bedekt met fijne haartjes, waardoor ze een glanzend uiterlijk hebben.
De onderzijde van het lichaam is oranjerood en de bovenzijde van het achterlijf onder de vleugels variëren van rood tot geheel zwart. De poten zijn oranje. De tibiae (schenen) zijn soms donkerder van kleur en de tarsi (pootuiteinden) zijn zwart, soms met een oranje eerste segment.

### Gelijkende soorten
Exemplaren met een rood halsschild lijken sterk op C. flavilabris. Deze laatste heeft altijd een zwart scutellum. De onderzijde van deze kever is overwegend zwart en het vrouwtje heeft bredere dekschilden.

## Verspreiding en leefwijze
Cantharis nigra is inheems in Europa en het westen van Azië. Hij leeft in vochtige habitats, zoals moerassen, vochtige weilanden en schaduwrijke oevervegetatie.
De volwassen kevers zijn van half mei tot begin augustus actief. Ze worden aan het eind van het seizoen extra actief en worden dan het meeste waargenomen. De kevers komen vooral voor op distels en schermbloemen, waar ze waarschijnlijk jagen op andere bloembezoekende insecten. Ook de larven voeden zich met kleine ongewervelden.